# Lille MHC
Lille Métropole Hockey Club is een Franse hockeyclub uit Rijsel.
De club speelt bij de heren en de dames in het Championnat de France de hockey en neemt deel aan de Euro Hockey League 2008/2009.

## Erelijst
- Frans kampioen heren : (14) 1925, 1927, 1928, 1936, 1947, 1964, 1965, 1966, 1984, 1997, 1999, 2000, 2001, 2003, 2012
- Frans kampioen dames : (4) 2001, 2002, 2004, 2007, 2011